# Kwando
« Chobe » redirige ici. Pour le district du Botswana, voir Chobe (district).
Le Kwando (également écrit Cuando) est une rivière de l’Angola, du Botswana, de Namibie et de Zambie au centre de l'Afrique australe, qui est appelée également Linyanti ou encore Chobe lorsqu'elle est dans la partie inférieure de son cours où elle marque la frontière entre le Botswana et la Namibie, avant qu'elle ne se jette dans le Zambèze en rive droite.

## Géographie
Le Kwando fait 731 kilomètres de longueur, et la superficie de son bassin fait 37 366 km2.

## Hydrologie
Le Kwando prend sa source sur le plateau central de l'Angola, sur les pentes du mont Tembo, puis coule vers le sud-est le long de la frontière zambienne. Le long de ce tronçon, il s'écoule dans un dédale de canaux au sein d'un corridor marécageux de 5 à 10 km de large (carte 1 : la frontière avec la Zambie correspond à la rive orientale de cette plaine inondable, et non au lit du fleuve). Comme tous les fleuves d'Afrique centrale et du Sud, son débit varie énormément entre la saison des pluies, où il est en crue et peut atteindre plusieurs kilomètres de large, et la saison sèche, où il peut disparaître dans les marais.
Le Kwando poursuit son cours marécageux à travers le col de la bande de Caprivi en Namibie, puis forme la frontière entre la Namibie et le Botswana en continuant vers le sud-est. Il y a environ 10 000 ans, le Kwando a fusionné avec l'Okavango et les deux fleuves ont coulé vers le sud jusqu'au lac Makgadikgadi (qui est aujourd'hui une zone humide saisonnière), mais les terres de cette zone ont été soulevées. En conséquence, le Cuando rencontre désormais des terres légèrement plus élevées et se divise en de nombreux chenaux et marécages (appelés marais de Linyanti), parsemés d'îles alluviales, disparaissant presque dans les sables du Kalahari, comme l'Okavango. Mais il a plutôt dévié vers l'est et a été capté par le Zambèze. Son cours s'oriente brusquement vers l'est, formant toujours la frontière avec le Botswana. Pendant la saison sèche, il y a peu de chenaux ouverts à travers les marécages et les marais. À partir de ce point, il est connu sous le nom de Linyanti, puis, après avoir traversé un lac saisonnier, le lac Liambesi, il prend le nom de Chobe. Le fleuve se jette ensuite dans le Zambèze juste en amont de l'ancien bac de Kazungula, aujourd'hui remplacé par le pont de Kazungula.
Une si grande partie de l'eau du Kwando, du Linyanti et du Chobe est perdue par évaporation dans les différents marais que sa contribution au débit du Zambèze est très faible, sauf lors de rares années de crues excessives.
La bifurcation fluviale pérenne du déversoir de Selinda (ou rivière Magweggana), sur la rivière Cuando, relie le bassin du Kalahari au bassin du Zambèze.

## Aménagements et écologie
Plusieurs parcs nationaux ont été ouverts le long de cette rivière :
- en Angola
  - Coutada Publica do Luiana (en)
- en Zambie
  - Sioma Ngwezi National Park (en)
- en Namibie
  - West Caprivi Game Park
  - Parc national de Mudumu
  - Parc national de Nkasa Rupara
  - Parc national de Bwabwata
- au Botswana
  - Parc national de Chobe